# Mario Blessing
Mario Leander Blessing (* 10. Januar 1992 in Filderstadt) ist ein ehemaliger deutscher Basketballspieler auf der Position des Spielmachers. Blessing misst 1,88 Meter. Er spielte für Nürnberg und Hamburg in der 2. Bundesliga ProA.

## Karriere
Blessing spielte Fußball beim TSV Mähringen und ab dem zwölften Lebensjahr Basketball beim SV 03 Tübingen. Im Alter von 15 Jahren ging er auf das Basketballinternat der Urspringschule. Er spielte für deren Jugendmannschaften und gab während der Saison 2009/10 sein Debüt für Ehingen/Urspringschule in der drittklassigen 2. Bundesliga ProB. 2011 gewann er mit der Mannschaft den ProB-Meistertitel.
Ab der Saison 2011/12 setzte Blessing seine Karriere an der University of South Carolina Upstate in der ersten Division der NCAA fort und studierte zudem Ökonomie. Während seines vierjährigen Aufenthaltes in den Vereinigten Staaten kam er in 137 Spielen für „USC Upstate“ zum Einsatz und erzielte im Schnitt 4,3 Punkte, 2,6 Korbvorlagen sowie 2,3 Rebounds pro Begegnung. Als Anerkennung für seine Studienleistungen erhielt er im März 2015 die Auszeichnung als „Scholar Athlete of the Year“ der Atlantic Sun Conference.
Nach dem Abschluss seiner US-Collegekarriere zog Blessing in sein Heimatland zurück und spielte in der Saison 2015/16 beim Zweitligisten Nürnberger BC – wie bei Ehingen/Urspringschule unter Trainer Ralph Junge. Im Juni 2016 wurde er von Nürnbergs Staffelkonkurrent Hamburg Towers für die Saison 2016/17 verpflichtet. Nach einem Jahr bei den Towers wechselte Blessing im Sommer 2017 zum SC Rist Wedel in die 2. Bundesliga ProB. Er blieb zwei Jahre in Wedel, in der Saison 2018/19 war er Mannschaftskapitän, bestritt wegen einer Verletzung am Sprunggelenk aber nur neun Spiele (9,9 Punkte und 3,8 Vorlagen je Begegnung). Gemeinsam mit Trainer Félix Bañobre wechselte er im Sommer 2019 innerhalb der 2. Bundesliga ProB zum VfL Bochum. Verletzungsbedingt kam er in Bochum nur zu wenigen Einsätzen und verließ den Verein in der Sommerpause 2020. Hernach ging er nach Wedel zurück.
Blessing wurde beruflich als Personalberater tätig.

## Nationalmannschaft
Blessing gewann 2008 mit der deutschen Auswahlmannschaft die B-EM in der Altersklasse U18 und nahm später ebenfalls an der U18-EM 2010 sowie an der U20-EM 2012 teil.